# Hermann Bissinger
Hermann Bissinger (* 26. März 1849 in Karlsruhe; † 11. Januar 1918 in München) war ein deutscher Ingenieur und Vorsitzender des Vereins Deutscher Ingenieure (VDI).

## Leben
Nach Besuch eines Karlsruher Gymnasiums und einem Studium an der Technischen Hochschule Karlsruhe arbeitete Hermann Bissinger bis 1876 als Ingenieur in verschiedenen Privatbetrieben. Nach seinem Wechsel in die Badische Staatsbahnverwaltung wurde er dort 1883 Baurat und Mitglied der Generaldirektion. Während Bissingers Dienstzeit bei der Badischen Staatsbahnverwaltung wurde die elektrische Beleuchtung eingeführt und beim Bau der Höllentalbahn wurden Zahnstangen nach dem Patent Klose-Bissinger angewendet. Ebenso Anwendung fanden Luftbremsen nach seinen Angaben. Von 1891 bis 1903 war er technischer Direktor des Nürnberger Elektrizitätsunternehmens Schuckert & Co.
Hermann Bissinger war im Verein Deutscher Ingenieure (VDI) aktiv. Im Zeitraum von 1886 bis 1890 leitete er mehrmals den Karlsruher Bezirksverein des VDI. Nach seinem Umzug nach Nürnberg gründete er mit anderen Männern den Fränkisch-Oberpfälzischen Bezirksverein des VDI, dem er 1892 und 1896 vorsaß. 1898 und 1899 war er Vorsitzender des Gesamtvereins, nachdem er bereits 1891 und 1892 VDI-Vorstandsmitglied war. 1896 und 1897 war er Mitglied des VDI-Vorstandsrates.
Hermann Bissinger war seit 1876 mit Anna, geborene Dietz, verheiratet. Das Ehepaar hatte eine Tochter. Er starb im Januar 1918 nach langer schwerer Krankheit.